# Žabovřesky nad Ohří
Žabovřesky nad Ohří település Csehországban, a Litoměřicei járásban. Žabovřesky nad Ohří Radovesice, Chotěšov és Budyně nad Ohří településekkel határos. Lakosainak száma 271 fő (2024. január 1.).

## Népesség
A település lakosságának változását az alábbi diagram mutatja:
| Lakosok száma | 336  | 335  | 364  | 278  | 196  | 212  | 255  | 266  | 273  | 271  |
|               | 1869 | 1890 | 1921 | 1950 | 1980 | 2001 | 2017 | 2019 | 2022 | 2024 |